# 忆秦娥·娄山关

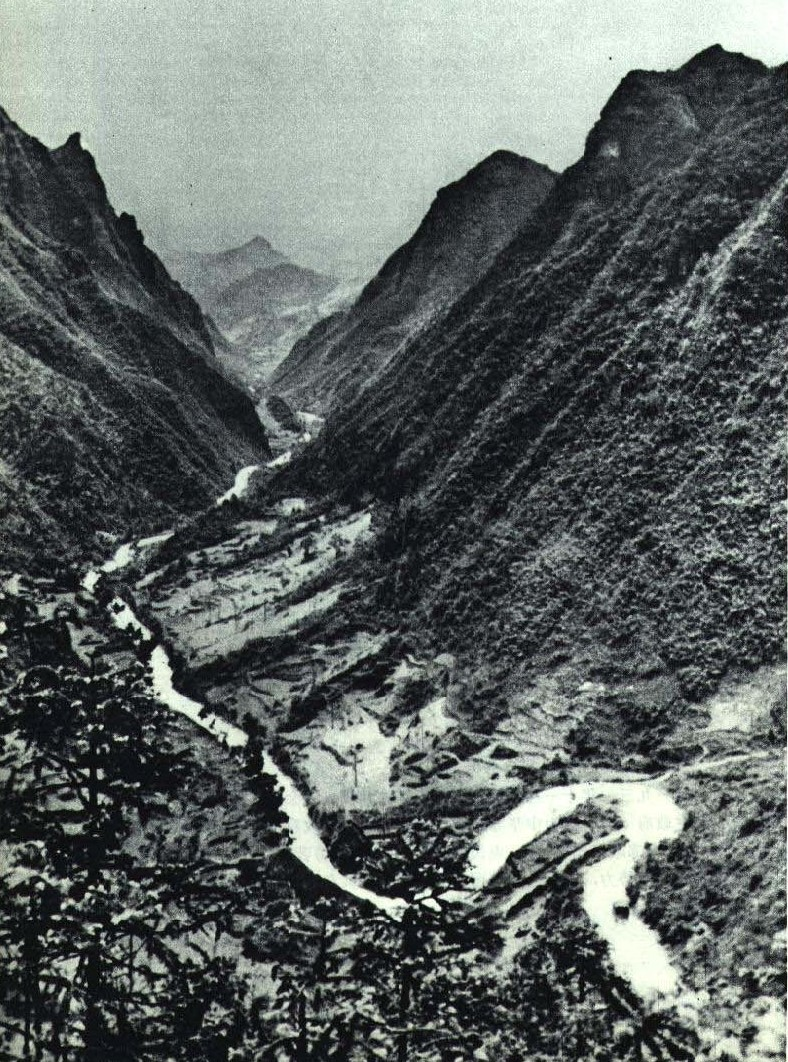
娄山关景色，取自《人民画报》1967年第10期

《忆秦娥·娄山关》是毛泽东作于1935年2月的一首词，最早发表于1957年《诗刊》第一期。词作于红军第二次占领娄山关之际，集中描绘了冬末春初娄山关的自然景物，选取典型意象，实写景物而虚写战斗，表现不畏艰难、一往无前的战斗精神。词作曾被多次改编为歌曲、京剧等通俗文化产品。

## 创作背景
1935年1月遵义会议后，毛泽东率领红一方面军离开遵义向川南挺进，拟从泸州、宜宾间北渡长江，协同红四方面军由川西北方面进行针对国民党军队进行总反攻。二渡赤水后，红一方面军转战黔北，并占领桐梓。2月25日，红军第二次占领娄山关，并与杜肇华所率之刘鹤鸣团在娄山关北麓的红花园遭遇，发生激战。次日凌晨，红一方面军在彭德怀指挥下发起对娄山关守军的总攻，并于27日占领遵义，28日将守军基本驱离至乌江北岸，红军取得长征以来的第一次较大规模胜利。《忆秦娥·娄山关》即作于红军第二次占领娄山关之后的一段时间。《毛泽东年谱》（一八九三—一九四九，上卷）载：“2月28日，同军委纵队过娄山关，到达大桥。随后，有感于娄山关战斗胜利，作《忆秦娥·娄山关》......”

## 艺术特色
词作避免对战斗场面的直接叙述，而是选择描写战斗胜利后的间歇阶段。词作选取典型意象如西风、飞雁等自然景物开篇，多处运用暗示，如以飞雁“北归”暗示红军北上的行军路线，兼用动静结合的手法。下阙营造反差，守军的“雄关”与红军“迈步从头越”形成对比，复用动静结合，产生视觉冲击。全词以实衬虚，实写自然景物，虚写红军战斗，将想象空间交给读者，两用叠唱，凝练地表达第二次攻占娄山关的意义，表现现实之艰、使命之重与对胜利的喜悦。

## 发表过程
1957年1月，毛泽东的十八首旧体诗词在《诗刊》创刊号上集中发表，《忆秦娥·娄山关》随之公开。词作发表后，毛泽东曾对这首词进行过三次自注自解，并亲自修改发表于1962年5月12日《人民文学》的郭沫若文章《喜读毛主席〈词六首〉》中对该词的解读，但改文并未刊出。1964年1月27日，毛泽东在答复外国文书籍出版局《毛泽东诗词》英译者问时再度解读词作，这与未发表改文的解读类似。改文直至1991年12月26日才刊于《人民日报》。

## 文化影响
文化大革命前后，《忆秦娥·娄山关》曾被多次谱曲。1965年前后，总政文工团作曲家陆祖龙曾将词作谱成一首通俗诗词艺术歌曲。1971年，田丰完成的大型交响乐合唱作品《为毛主席诗词谱曲五首》将《忆秦娥·娄山关》谱曲，并作为组曲的一部分。1993年，中国中央电视台纪念毛泽东诞辰一百周年文艺晚会上，张君秋演唱了其创作的改编自《忆秦娥·娄山关》的京剧。